# Dichostates ayresi
Dichostates ayresi là một loài bọ cánh cứng trong họ Cerambycidae.